# 天主教義大利軍中教長區
天主教義大利軍中教長區（拉丁語：Ordinariatus Militaris Italiae）是義大利一個天主教會的軍中教長區，直屬聖座，負責牧養信奉天主教的義大利軍人及其家眷。
教長區座堂位於首都羅馬，1997年9月25日成立了教長區大修院。2004年有58個堂區、194名司鐸。現任教長桑托·馬西亞諾總主教。教長（中將軍階）由教宗提名，義大利總統任命。
1925年3月6日成立代牧區，1986年7月21日被升為教長區。